# 新河镇 (青阳县)
新河镇，是中华人民共和国安徽省池州市青阳县下辖的一个乡镇级行政单位。镇内一部分为青阳县开发区辖区。

## 行政区划
新河镇下辖以下地区：
十里岗村、杨梅桥村、团结村、向阳村、周桥村、新建村、洪山村、陀龙村、乌龙村、常洲村和老山村。